# Judo en los Juegos Europeos de Minsk 2019
El torneo de judo en los II Juegos Europeos se realizó en la Chizhovka Arena de Minsk (Bielorrusia) del 22 al 25 de junio de 2019.
En total fueron disputadas en este deporte 15 pruebas diferentes, 7 masculinas, 7 femeninas y una mixta.

## Medallistas

### Masculino
| Evento                | Oro                         | Plata                         | Bronce                                                       |
| --------------------- | --------------------------- | ----------------------------- | ------------------------------------------------------------ |
| –60 kg (22 de junio)  | Lujumi Chjvimiani · Georgia | Francisco Garrigós · España   | Amiran Papinashvili · Georgia Jorre Verstraeten · Bélgica    |
| –66 kg (22 de junio)  | Heorhi Zantaraya · Ucrania  | Matteo Medves · Italia        | Bagrati Niniashvili · Georgia Vazha Margvelashvili · Georgia |
| –73 kg (23 de junio)  | Tommy Macias · Suecia       | Rüstəm Orucov · Azerbaiyán    | Hidayət Heydərov · Azerbaiyán Yeoryos Azoídis · Grecia       |
| –81 kg (23 de junio)  | Matthias Casse · Bélgica    | Ivailo Ivanov · Bulgaria      | Luka Maisuradze · Georgia Attila Ungvári · Hungría           |
| –90 kg (24 de junio)  | Mikail Özerler · Turquía    | Li Kochman · Israel           | Məmmədəli Mehdiyev · Azerbaiyán Jusein Jalmurzayev · Rusia   |
| –100 kg (24 de junio) | Arman Adamian · Rusia       | Varlam Liparteliani · Georgia | Elmar Qasımov · Azerbaiyán Cyrille Maret · Francia           |
| +100 kg (24 de junio) | Guram Tushishvili · Georgia | Inal Tasoyev · Rusia          | Stephan Hegyi · Austria Henk Grol · Países Bajos             |

### Femenino
| Evento               | Oro                            | Plata                               | Bronce                                                  |
| -------------------- | ------------------------------ | ----------------------------------- | ------------------------------------------------------- |
| –48 kg (22 de junio) | Daria Bilodid · Ucrania        | Irina Dolgova · Rusia               | Julia Figueroa · España Maruša Štangar · Eslovenia      |
| –52 kg (22 de junio) | Majlinda Kelmendi · Kosovo     | Natalia Kuziutina · Rusia           | Chelsie Giles · Reino Unido Amandine Buchard · Francia  |
| –57 kg (22 de junio) | Daria Mezhetskaya · Rusia      | Nora Gjakova · Kosovo               | Pauline Starke · Alemania Telma Monteiro · Portugal     |
| –63 kg (23 de junio) | Clarisse Agbegnenou · Francia  | Alice Schlesinger · Reino Unido     | Maria Centracchio · Italia Sanne Vermeer · Países Bajos |
| –70 kg (23 de junio) | Margaux Pinot · Francia        | Sanne van Dijke · Países Bajos      | Barbara Matić · Croacia Anna Bernholm · Suecia          |
| –78 kg (24 de junio) | Klara Apotekar · Eslovenia     | Guusje Steenhuis · Países Bajos     | Loriana Kuka · Kosovo Madeleine Malonga · Francia       |
| +78 kg (24 de junio) | Maryna Slutskaya · Bielorrusia | Larisa Cerić · Bosnia y Herzegovina | Iryna Kindzerska · Azerbaiyán Xeniya Chibisova · Rusia  |

### Mixto
| Evento               | Oro | Plata | Bronce |
| -------------------- | --- | --- | --- |
| Equipo (25 de junio) | Rusia · Jusein Jalmurzayev · Alan Jubetsov · Musa Mogushkov · Inal Tasoyev · Denis Yartsev · Kazbek Zankishiyev · Alexandra Babintseva · Xeniya Chibisova · Daria Davydova · Anastasiya Konkina · Daria Mezhetskaya · Aliona Prokopenko | Portugal · Anri Egutidze · Jorge Fernandes · Jorge Fonseca · Tiago Rodrigues · Nuno Saraiva · Telma Monteiro · Rochele Nunes · Joana Ramos · Patrícia Sampaio · Bárbara Timo | Francia · Guillaume Chaine · Axel Clerget · Aurélien Diesse · Kilian Le Blouch · Cyrille Maret · Amandine Buchard · Marie-Ève Gahié · Priscilla Gneto · Anne-Fatoumata M'Bairo · Madeleine Malonga · Margaux Pinot Austria · Daniel Allerstorfer · Shamil Borchashvili · Marko Bubanja · Stephan Hegyi · Lukas Reiter · Bernadette Graf · Sabrina Filzmoser · Magdalena Krssakova · Michaela Polleres · Katharina Tanzer |

## Medallero
| Núm. | País                 | Oro | Plata | Bronce | Total |
| ---- | -------------------- | --- | ----- | ------ | ----- |
| 1    | Rusia                | 3   | 3     | 2      | 8     |
| 2    | Georgia              | 2   | 1     | 4      | 7     |
| 3    | Francia              | 2   | 0     | 4      | 6     |
| 4    | Ucrania              | 2   | 0     | 0      | 0     |
| 5    | Kosovo               | 1   | 1     | 1      | 3     |
| 6    | Bélgica              | 1   | 0     | 1      | 2     |
| 6    | Eslovenia            | 1   | 0     | 1      | 2     |
| 6    | Suecia               | 1   | 0     | 1      | 2     |
| 9    | Bielorrusia          | 1   | 0     | 0      | 1     |
| 9    | Turquía              | 1   | 0     | 0      | 1     |
| 11   | Países Bajos         | 0   | 2     | 2      | 4     |
| 12   | Azerbaiyán           | 0   | 1     | 4      | 5     |
| 13   | España               | 0   | 1     | 1      | 2     |
| 13   | Italia               | 0   | 1     | 1      | 2     |
| 13   | Portugal             | 0   | 1     | 1      | 2     |
| 13   | Reino Unido          | 0   | 1     | 1      | 2     |
| 17   | Bosnia y Herzegovina | 0   | 1     | 0      | 1     |
| 17   | Bulgaria             | 0   | 1     | 0      | 1     |
| 17   | Israel               | 0   | 1     | 0      | 1     |
| 20   | Austria              | 0   | 0     | 2      | 2     |
| 21   | Alemania             | 0   | 0     | 1      | 1     |
| 21   | Croacia              | 0   | 0     | 1      | 1     |
| 21   | Grecia               | 0   | 0     | 1      | 1     |
| 21   | Hungría              | 0   | 0     | 1      | 1     |
|      | TOTAL                | 15  | 15    | 30     | 60    |